# Mamuna
Mamuna, mamona (także: dziwożona, boginka) – demon żeński z wierzeń dawnych Słowian.

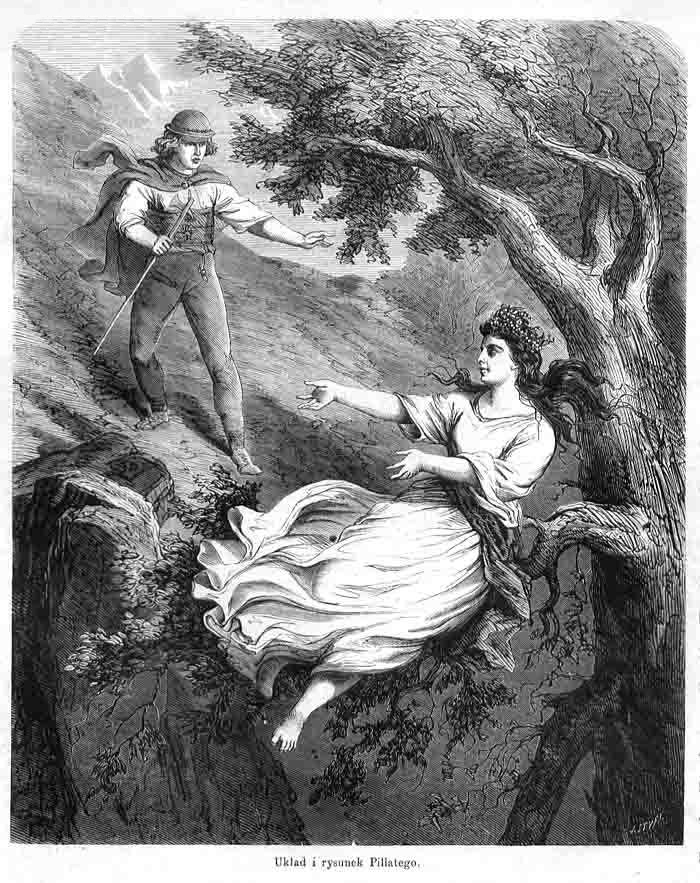
Dziwożona [mamuna] – Jan Styfi (1839–1921) według Henryka Pillatiego

## Etymologia i regionalizmy
Mamuna wywodzi się od czasownika mamić / omamiać. Etnografowie i językoznawcy notowali różne warianty nazwy tego demona, m.in. w Małopolsce stosowane były nazwy: mamuny, mamony, mamóny, mamonie, manie, w Przemyskiem i Sanockiem-Krośnieńskiem oraz na Śląsku: mamuny.
Wywodzi się tę nazwę ze słów hebrajskich bądź niemieckich, od imienia jednego ze średniowiecznych diabłów (Mamona), od słów „mamić, mamidło”. Na niektórych obszarach, np. Mazowszu pojawiła się jeszcze nazwa sibele.
Nazwa mamuna jest często stosowana wymiennie z dziwożoną i boginką, a te pojęcia są w zależności od regionu i źródeł związane z wierzeniami – w trakcie ewolucji pojęcia – w rusałki.
Mamuna w ludowych opowieściach znana jest także pod imionami Boginka, Czarcicha, Dekla, Dziwożona, Łanucha, Oćwiara, Odmienica, Osinauczycha, Pałuba, Paniuńcia, Płaczka, Siubiela, Zamianica

## Wygląd i działanie
Uważano, że mamuny są duszami kobiet zmarłych w ciąży lub w czasie porodu. Nie istniały jednolite wyobrażenia co do ich wyglądu. Przedstawiano je m.in. jako:
- stare kobiety porośnięte włosami na całym ciele (np. słowacka runa[8])
- półkobiety-półzwierzęta, dzikie kobiety/żony (Słowacja, Czechy), co nawiązuje do dziwożon lub jest z nimi równoznaczne
- piękne, nagie lub odziane kobiety
- rodzaj czarownic (górale pienińscy)[9]
- leśne demony (Śląsk)[3]

Niekiedy podawano, że były one duszami pokutujących kobiet, dziewczyn, które dokonały poronienia lub zabiły swe dzieci, samobójczyń, krzywoprzysiężnic, położnic, które zmarły przy połogu, dziewcząt, które zmarły w czasie „ogłoszenia”, a więc między zapowiedziami a ślubem, starych panien, czarownic, a nawet akuszerek.
Mamuny siedziały pod mostami nad rzekami i prały bieliznę, głośno tłukąc kijankami, z kolei w innych wersjach – zamieszkiwały pieczary i jary.
Mamuna dokuczała ciężarnym kobietom i położnicom, porywała lub podmieniała nowo narodzone dzieci. Mogły też, w czasie snu kobiety w ciąży, podmienić dziecko jeszcze nienarodzone na swoje. Podmienieniem dziecka przez mamunę tłumaczono prawdopodobnie jego niedorozwój.
Boginki jednak najbardziej były groźne dlatego, że zamieniały dzieci. Przeważnie ofiarą ich padały niemowlęta jeszcze nie ochrzczone. Różne były sposoby porwania.
Dość często mamuny przebywały stale przy domu położnicy, aby w odpowiedniej chwili dokonać zamiany. W tym celu starały się pod jakimś zmyślonym powodem wywołać z izby matkę nowo narodzonego dziecka. Niekiedy znów kusiły ją śpiewem i muzyką, czy też fałszywymi odgłosami zabawy i tańca dochodzącymi jakoby z karczmy, aby wstała z łóżka i wyszła choć przed sień popatrzeć na bawiących się. Niekiedy jednak mamuny nawet siłą próbowały zamienić niemowlę; mamuna bijąc i drapiąc próbowała porwać dziecko. Tak podmienione dziecko to tzw. odmieniec, zwany też odmienkiem, podrzucem lub płonkiem, bobakiem, bobem (te ostatnie nazwy miały jednak przeważnie inne znaczenie), nie ruszał się zupełnie z kołyski, mało mówił i prawie nic nie jadł. Śmierć niedorozwiniętego dziecka tłumaczono tym, że potomstwo mamuny nigdy nie chowa się dobrze wśród ludzi i szybko umiera. Dziecko boginki było uosobieniem chytrości i złośliwości.
Mamuny na Słowacji kradły drwalom żywność, a góralom pienińskim (w wersji: boginki) zielony groch z pól. W Łęczyckiem zanotowano wierzenie, że mamuny porywają z pola dzieci w samo południe. Górale pienińscy wierzyli, że mamuny pojawiają się w czasie nowiu i zimą. Łapią wtedy kogoś, kto danego dnia zgrzeszył i włóczą go po cmentarzach i jarach aż zamarznie na śmierć.
Prawdopodobnie również na skutek późniejszych nawarstwień pojawiły się informacje, że dzieci zamieniały w małpy, lub, że boginki miały postać małpy.

## Metody ochrony przed mamuną
Artefakty:
- czerwona wstążeczka zawiązana na rączce niemowlęcia (Górny Śląsk)[12]
- czerwona czapeczka na główce dziecka osłona przed światłem księżyca[13].

Rośliny ochronne:
- do zabezpieczenia się przed mamuną można było użyć ziela „podróżnika” – okadzenie domu i mieszkańców tą rośliną miało moc ochronną[2].
- w źródłach utożsamiających mamunę z dziwożoną lub z boginką, metodą ochrony przed mamuną będzie chwycony lub trzymany w domu kwiat dziurawca (potocznie: „dzwonek”, „zwonka”)[14][8].

Inne:
- w razie odkrycia podmiany dziecka, należało dziecko obić np. 3 prętami wyrosłymi w tym samym roku i czekać na powrót mamuny z ludzkim dzieckiem (opowieść z Łemkowszczyzny i takiej właśnie poradzie udzielonej przez księdza)[15]